# Hawaiian Patriot
Die Hawaiian Patriot war ein Öltanker, der am 24. Februar 1977 300 Seemeilen westlich von Hawaii explodierte und sank.

## Geschichte

### Bau und Geschichte bis 1977
Das Schiff wurde 1965 auf der Werft Mitsui Zosen in Tamano gebaut und als Borgila an die Reederei Fred. Olsen & Co. abgeliefert.
Im Jahr 1973 wurde das Schiff an die Oswego Shipping Corp. verkauft, in Oswego Patriot umbenannt, und nach Liberia umgeflaggt. Mitte Februar 1973 hatte die Oswego Patriot Rohöl im libyschen Ras as-Sidr geladen und befand sich vor A Coruña, als sie durch einen Sturm einen Schaden am Ruder erlitt. Das Schiff musste daraufhin nach Rotterdam geschleppt werden. Im Jahr 1975 befand sich das Schiff beschädigt im Hafen von Hong Kong und wurde für etwa 4,1 Millionen US-Dollar an die Reederei Indo Pacific Carriers Inc. verkauft.

### Havarie 1977
Das voll abgeladene Schiff befand sich im Februar 1977 mit einer Ladung von 99.000 Tonnen Rohöl der Sorte light Indonesian crude auf einer Reise von Seria, Brunei, nach Honolulu. Am 23. Februar berichtete das Schiff während eines Sturms, dass es rund 300 Seemeilen westlich von Hawaii einen Ölaustritt durch einen Riss in der Außenhaut habe.
Es traten bis zum nächsten Tag ungefähr 18.000 Tonnen Öl aus, als der Tanker zunächst in Brand geriet und dann explodierte. Dabei kam ein Besatzungsmitglied ums Leben. Nachdem die Hawaiian Patriot über mehrere Stunden in Flammen gestanden hatte, sank sie mit dem Rest der Ladung. Der Rest der Besatzung konnte von dem Frachter Philippine Bataan gerettet werden.
Es bildete sich nach Schätzungen ein etwa 50.000 Tonnen umfassender Ölteppich, der sich aufgrund der Meeresströmung in Westrichtung von Hawaii wegbewegte. Der Ölteppich wurde lediglich unter Beobachtung gehalten, es wurden aber keinerlei Maßnahmen ergriffen, da er sich von Land wegbewegte und keine Verschmutzungen an Land hervorrufen konnte. Er löste sich später auf natürliche Weise auf.